# María Viñas
Maria penAmalia Viñas Sendic (Trinidad, Uruguay, 8 de enero de 1943 - 2 de marzo de 2003) fue una ingeniera química uruguaya ampliamente reconocida por su labor docente, investigadora y gremialista en el ámbito académico de la Universidad de la República.

## Trayectoria
El fuerte compromiso social y político de Viñas es un rasgo compartido por familiares, incluyendo a su tío Raúl Sendic. Era hija de Alba Sendic y Alberto Viñas. Comienza su tarea docente en 1965, aun siendo estudiante y ya siendo madre, enfocando sus estudios en el área de Ingeniería de Procesos.
En 1975, durante el gobierno militar de facto se exilia primero en la Unión Soviética, en donde se titula como Candidata en Ciencias Técnicas, en el Instituto Mendeléyev de Moscú, y luego en México, donde ejerció como Investigadora Asociada de la Universidad Autónoma en temas de Ingeniería Ambiental. En esta etapa realizó estudios de tratamientos de aguas en campos geotérmicos.
María Viñas regresa a Uruguay en 1985, con la restauración democrática, reintegrándose a la Universidad de la República y liderando el proceso de recuperación de la universidad, severamente afectada durante el período dictatorial. En este rol sus aportes incluyeron la formación de docentes, investigadores, creación de laboratorios, obtención de infraestructura elemental y reconstrucción de la estructura gremial. Durante toda su carrera mostró una preocupación constante por la vinculación de la Universidad con las actividades productivas de su país, aportando una visión crítica, holística e innovadora.
Entre diversas temáticas académicas abordadas por la investigadora en esta etapa, se destaca su línea de investigación en tratamientos de aguas residuales con reactores anaerobios.

## Homenajes
La Agencia Nacional de Investigación e Innovación (ANII) de Uruguay creó un fondo para la financiación de proyectos de investigación aplicada denominado Fondo Profesora María Viñas, en homenaje a su destacada actividad como investigadora. Además fue homenajeada como Mujer Notable con la emisión de un Sello de El Correo Uruguayo en 2013, dentro de la seria Mujeres Notables.
En ocasión del Día Internacional de la Mujer y la Niña en la Ciencia 2021 la Comisión de Género de la Facultad de Química le realiza un homenaje, difundiendo su biografía. Este documento será publicado también en el periódico La Diaria de Uruguay.